# Melissa Gira Grant
Melissa Gira Grant, född 1978 i Boston, är en amerikansk journalist. Hon är fast skribent för The New Republic och författare eller redaktör till böckerna Coming and Crying och Playing the Whore. Dessutom skriver hon för en stor mängd dags- och webbtidningar i ämnen som sex, teknologi och politik. Grant är bosatt i New York.

## Biografi
Grant föddes och växte upp i Boston i Massachusetts. Hon hade en katolskt kristen uppväxt men började redan som tonåring leta upp och fascineras av eskort-annonser i olika tidningar.
Hon studerade på University of Massachusetts Amherst och därefter vid San Francisco State University.

### Tidig karriär
Melissa Gira Grant har tidigare varit sexarbetare, till en början för att betala sin verksamhet som skribent, och säger sig ha varit en av de första webbkameramodellerna. I sitt skrivande och verksamhet i övrigt har hon inspirerats av Anaïs Nin.
Hon har varit medlem av Exotic Dancers Union och är även styrelseledamot hos Lusty Lady Theater i San Francisco.
Mellan 2006 och 2009 arbetade Grant vid St. James Infirmary Clinic i San Francisco, den enda hälsovårdskliniken i USA driven för och av sexarbetare. Senare var hon engagerad hos Third Wave Foundation, en New York-baserad stiftelse med social rättvisa och feminism på agendan.

### Författande
Grants skrivande täcker mötet mellan sex, politik och teknologi. Hon är författare till Playing the Whore (2014, utgiven av Verso) och en fast skribent hos The New Republic. I Playing the Whore ville Grant utmana myter kring sexarbete och dem som sprider myterna. 2010 var hon en av redaktörerna för antologin Coming & Crying, en antologi med upplevda vittnesmål omkring sex. Året efter författade hon Take This Book. Denna e-bok omkring Occupy Wall Street-rörelsen kom ut på Grants eget förlag Glass Houses Press.
Hon har tidigare verkat som skribent för Pacific Standard, The Village Voice, varit reporter för Valleywag och en av redaktörerna på tidskriften Jacobin. Grant har också skrivit för The Nation, Wired, The Atlantic, Glamour, The Guardian, In These Times, The Washington Post, Dissent, Slate och Salon. I sitt skrivande har hon ofta lyft fram de växlande villkoren för sexarbetare och den utveckling som skett inom de olika grenarna av sexbranschen.
2025 planeras A Woman Is Against the Law komma ut på Little, Brown and Company. I boken, som ska bära undertiteln Sex, Race, and the Limits of Justice in America, kombineras journalistik och grävande i arkiv i beskrivningen av kvinnors försök att söka skydd av lagen under de senaste 150 åren.